# Fanø
Fanø é uma ilha e um município dinamarquês localizado na região da Dinamarca do Sul.
O município tem uma área de 56 km² e uma população de 3 214 habitantes, segundo o censo de 2005.da Dinamarca no Mar do Norte e uma comuna do condado de Ribe.
É uma parte das Ilhas Frísias do Norte. Fanø está localizada perto da cidade de Esbjerg com a qual está ligada através de ferry. As principais cidades towns em Fanø são Nordby e Sønderho. Outras cidades são: Fanø Vesterhavsbad e Rindby. Uma variedade de ambientes podem ser encontrados na ilha de Fanø.
É muito comum a areia. Todo a costa oeste da ilha está coberta de praias e o noroeste da ilha é também o local de "Søren-Jessens-Sand", um vasto banco de areia. A ilha Fanø tem alguns pinheiros.